# Świdnica (gmina, Basse-Silésie)
Świdnica est une gmina rurale du powiat de Świdnica, Basse-Silésie, dans le sud-ouest de la Pologne. Son siège est la ville de Świdnica, bien qu'elle ne fasse pas partie du territoire de la gmina.
La gmina couvre une superficie de 208,28 km2 pour une population de 15 210 habitants.

## Géographie
La gmina est bordée par les gminy de Dzierżoniów, Jordanów Śląski, Kondratowice, Marcinowice, Niemcza et Sobótka.
La gmina contient les villages de Bojanice, Boleścin, Burkatów, Bystrzyca Dolna, Bystrzyca Górna, Gogołów, Grodziszcze, Jagodnik, Jakubów, Komorów, Krzczonów, Krzyżowa, Lubachów, Lutomia Dolna, Lutomia Górna, Lutomia Mała, Makowice, Miłochów, Modliszów, Mokrzeszów, Niegoszów, Opoczka, Panków, Pogorzała, Pszenno, Słotwina, Stachowice, Stachowiczki, Sulisławice, Wieruszów, Wilków, Wiśniowa, Witoszów Dolny, Witoszów Górny, Zawiszów et Złoty Las.